# Хорнби, Ник
Ник Хо́рнби (англ. Nick Hornby; род. 17 апреля 1957) — британский писатель. В своих произведениях он часто затрагивает тему современной популярной культуры; героями его произведений часто являются молодые люди, ведущие бесцельный образ жизни. Некоторые из его произведений («Футбольная горячка», «Hi-Fi», «Мой мальчик») были экранизированы. Автор сценариев к мелодрамам «Воспитание чувств» (2009) и «Бруклин» (2015), отмеченных номинациями на премии «Оскар» и BAFTA.

## Биография
Хорнби родился 17 апреля 1957 года в городе Редхилл в графстве Суррей неподалёку от Лондона. Когда ему было 11 лет, его родители развелись, и, чтобы как-то это пережить, Хорнби увлёкся футболом и стал болельщиком лондонского футбольного клуба «Арсенал». О сохранившемся у него на всю жизнь чувстве болельщика он рассказывает в своей автобиографической книге «Футбольная горячка».
После окончания мэйденхэдской грамматической школы Хорнби изучал английскую литературу в Кембриджском университете, после чего преподавал там английский язык, в том числе иностранным студентам. В 1983 году он начал свою карьеру писателя и журналиста.
Сейчас Ник Хорнби живёт в районе Хайбери в северном Лондоне, откуда рукой подать до стадиона его любимой футбольной команды «Арсенал».

## Личная жизнь
В 1993 году у Хорнби и его жены Вирджинии Боуэлл родился сын Дэнни. У него определили аутизм, после чего Хорнби принял участие в учреждении благотворительной организации для аутичных детей Tree House. Ей, в частности, он пожертвовал значительную часть доходов от продажи антологии «Объяснение с ангелом».